# 麻将接龙

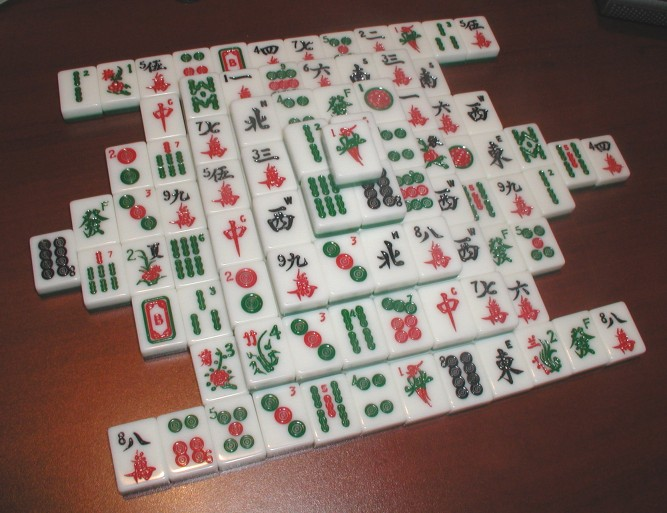
遊玩麻將接龍

麻将接龙是一种接龍游戏。游戏的道具是使用麻将牌而不是纸牌。游戏也称为上海接龙
共有144张牌被叠成4个特殊形状的层。如果两张牌的左右之上没有牌。则这两张牌处于开放状态。游戏的目的是匹配两张同样花色的开放状态牌，并且将它们移除。

## 电子游戏
- 最早于1981年由Brodie Lockard在PLATO system上创作一款名为《麻将》的游戏。[1]
- 1986年，动视在Amiga Computer、Macintosh和Apple IIgs上发行了《上海》。